# 호타루의 빛
호타루의 빛(ホタルノヒカリ 호타루노 히카리[*])는 2007년 7월 11일부터 9월 12일까지 시즌 1이, 2010년 7월 7일부터 같은 해 9월 15일까지 시즌 2가 NTV에서 매주 수요일 22:00 ~ 22:54에 방송 된 일본 드라마이다. 주연은 아야세 하루카.

## 개요
SW빌드 인테리어 사업부에 근무하는 OL 아메미야 호타루는 회사에서는 유능하고 성실&착실한 OL이지만, 실상은 연애에는 무관심하고, 집에서 데굴데굴 거리는 것을 정말 좋아하는, 건어물녀(干物女)였다. 그러던 어느날, 부인과 별거를 결정한 타카노 세이치 부장이 호타루가 살고 있는 집에 이사를 오고, 본의 아니게 동거하는 처지가 된다. 한편, 영국 런던으로 디자인 연수를 떠났던 신진기예의 젊은 인테리어 디자이너 테지마 마코토가 귀국해 오고, 그에게 점차 끌려 호타루는 무려 5년 만에 연애를 시작하게 되지만 너무 오랜만에 하는 연애라 뜻대로 잘 되지 않는데...
20대의 인생·연애를 게으르게 보내고 있는 주인공 (드라마에서는 건어물녀)의 일상을 그린 작품이다. 주인공의 성격·생활 스타일 등 여성들이 쉽게 공감할 수 있는 부분에서 일본에서 뿐만 아니라 한국에서도 호평을 받았다.

## 등장 인물
아메미야 호타루 (24) - 아야세 하루카 / 유년시절 - 요시다 리코
OL. 직장에서는 어른 여성으로 행동하고 있지만, 사생활에서는 건어물녀. 술집에서 만난 남자가 해외로 나가서, 저렴하게 그 남자의 단독주택을 빌려 거기서 생활하고 있다. 몇 년 간 연애에서 떨어져 있었지만, 테지마 마코토와 사랑을 한다. 타카노 부장의 조언을 얻어 테지마와 서로 사귀고 교제한다. 그 후, 동거도 하지만···.
타카노 세이치 (37) - 후지키 나오히토
호타루의 직장 상사 부장. 현재, 아내와는 별거중. 자신의 친가로 돌아왔지만, 그 집은 호타루가 빌렸기 때문에회사에 발각되지 않으면서 동거를 하고 있다.
사에구사 유카 (26) - 쿠니나카 료코
호타루와 같은 직장에 근무하는 OL. 호타루와는 대조적으로, 누구나 동경하는 멋진 여성이다. 테지마 마코토를 좋아하지만, 자신의 마음을 억누르고 마코토의 사랑을 응원한다.
테지마 마코토(23) - 카토 카즈키
런던 유학에서 돌아오는 신진 디자이너. 실력도 출중하고 외모도 멋있어서 상당히 인기 있는 사람. 호타루가 건어물녀라는 것에 눈치 채지 못한다. 타카노 부장과 즐겁게 이야기하는 호타루를 한때 피한 적도 있었지만, 지금은 그런 감정이 없다. 호타루와 동거하게 된다.
야마다 사치코(29) - 이타야 유카
호타루의 선배 OL. 일을 잘해서, 말하자면 호타루나 동료 후배들에게 있어서는 의지할 수 있는 선배. 연애도 적극적으로, 경험도 풍부하다.
진구지 카나메 (30) - 타케다 신지
언제나 히로시마 방언으로 이야기하는 모두에게 형식적으로 대하는 사람. 유카를 좋아하지만 마음을 전하지 못한다.
후타츠기 쇼지 (37) - 야스다 켄
타카노와는 동기로, 사내에서도 사생활도 깔끔하고 사람들과 관계도 좋다. 언제나, 호타루와 타카노가 일하는 부서에 놀러 간다.
소노 미나코 (25) - 아사미 레이나
동료인 고토쿠지를 항상 능가하는 파워를 보이는 인물. 주위의 연애 이야기는 관심 있는 척 하지만, 본심은 말하지 않는다.
사와키 준 (25) - 와타베 고타
노는 것과 일을 똑같다고 생각하는 요즘 젊은이. 인테리어 사업부에서는 펫과 같은 존재.
타도코로 준페이 (24) - 시부에 죠지
디자이너. 실제로 젊긴 하지만, 외모도 어려 보이는 데다가 사와키의 후배라는 이유로 이런저런 잡일까지 맡아 처리한다. 유카의 밑에서 일하며 자신의 일에 자신감을 갖기 시작한다.
무로토 시즈키 (23) - 마츠모토 마리카
호타루의 1년 후배. 입사 2년째로 일이 재밌어지기 시작한다. 남자친구가 있었으면 하고 생각한다. 멋진 여성을 동경한다.
카스미 하츠코 (22) - 마츠시타 사라
기획 어시스턴트. 호타루의 후배. 입사 1년 째인 신입사원. 뭐든 열심이지만, 선배의 말대에 뜻이 기울어지는 타입.
고토구지 켄 (31) - 마루야마 토모미
말 잘하는 사람이다. 그런 성격 때문인지, 여자 사원들과도 부담없이 이야기 할 수 있지만, 그것 때문인지 인기도 없다.
야마구치 타카시 (33) - 마츠나가 히로시
인테리어 사업부 기획영업팀 영업 어시스던트.

## 제작진
- 각본 : 미즈하시 후미에, 야마오카 신스케
- 촬영 : 나가시마 히데후미
- 편집 : 타카하시 미노루
- 의상 : 마에다 유미코
- 조명 : 츠노다 신진
- 미술 : 와타나베 토시타카
- 음악 : 시다 히로히데, 칸노 유고
- 기술 협력 : NiTRo, NTV 아트
- 프로듀서 : 하제야마 유코 (NTV), 우치야마 마사히로, 미카미 에리코 (Office Crescendo)
- 연출 : 요시노 히로시, 나구모 세이이치, 시게야마 요시노리, 쿠보타 미츠루
- 제작 프로덕션 : Office Crescendo
- 제작 저작권 : NTV

## 관련 음반

### 주제곡
- 아이코 / 横顔
- 이키모노가카리 / キミがいる

### Original Sound Tracks
1. 호타루의 빛 -OPENING TITLE-
2. 먼 여름의 기억
3. 건어물녀
4. 캔맥주와 마른 오징어
5. 멋진 여자
6. 게으른 생활
7. 건어물이라도 사랑을 한다
8. 히트 업
9. 소중한 사람
10. 비요욘의 상투머리
11. 부득이한 사정
12. 호타루의 빛 -MAIN THEME Ver.-
13. 있사옵니다
14. 사랑의 계절
15. SEND 버튼
16. 세상사 뜻대로 되지 않는 법
17. 사소한 행복
18. 허브티
19. 외톨이
20. 금세기 최대의 충격적 사건
21. 당신이 보고싶습니다
22. 작은 반딧불이
23. 호타루의 빛 -MAIN THEME-
24. 요코가오 (Inst. Ver.)

## 원작과 드라마의 나이 설정 차이
- 아메미야 호타루는, 원작은 27살, 드라마는 24살로 바뀌었다.
- 사에구사 유카는 원작에서는 24살. 테지마 마코토와 동갑이며 호타루보다는 아래지만, 드라마에서는, 26살로 바뀌어 호타루·마코토보다 연상으로 설정.
- 테지마 마코토는, 원작은 24살, 드라마는 23살로.
- 진구지 카나메는, 원작은 27살, 드라마는 30살로.
- 타카노 세이치는, 원작은 41살, 드라마는 37살로.
- 야마다 사치코는, 원작은 38살, 드라마는 29살로.

## 부제·시청률
| 호타루의 빛                                                    | 호타루의 빛     | 호타루의 빛                                                   | 호타루의 빛                                                   | 호타루의 빛       | 호타루의 빛 | 호타루의 빛 |
| 각 화                                                          | 방송일          | 부제 (방송시)                                                 | 부제 (편성표)                                                 | 연출              | 시청률      |             |
| -------------------------------------------------------------- | --------------- | ------------------------------------------------------------- | ------------------------------------------------------------- | ----------------- | ----------- | ----------- |
| 제1화                                                          | 2007년 7월 11일 | 연애하는 것보다 집에서 자고 싶은...건어물녀가 사랑에 빠졌다!? | 연애하는 것보다 집에서 자고 싶은...건어물녀가 사랑에 빠졌다!? | 요시노 히로시     | 17.3%       |             |
| 제2화                                                          | 2007년 7월 18일 | 연애 하는 것도 목숨걸고 건어물녀와 사랑 문자                  | 연애 하는 것도 목숨걸고 건어물녀와 사랑 문자                  | 나구모 세이치     | 15.2%       |             |
| 제3화                                                          | 2007년 7월 25일 | 건어물녀에 사랑은 무리!? 실연 미꾸라지 떠올리다               | 건어물녀에 사랑은 무리!? 실연 미꾸라지 떠올리다               | 요시노 히로시     | 10.6%       |             |
| 제4화                                                          | 2007년 8월 1일  | 건어물녀, 사랑도 일도 한꺼번에는 무리!?                       | 건어물녀, 사랑도 일도 한꺼번에는 무리!?                       | 나구모 세이치     | 13.4%       |             |
| 제5화                                                          | 2007년 8월 8일  | 건어물녀 결국 고백! 사랑의 신이 내려 왔다                     | 건어물녀 결국 고백! 사랑의 신이 내려 왔다                     | 시게야마 요시나리 | 12.5%       |             |
| 제6화                                                          | 2007년 8월 15일 | 건어물녀의 키스...중요한 사랑에 최대의 위기                   | 건어물녀의 키스...중요한 사랑에 최대의 위기                   | 나구모 세이치     | 11.3%       |             |
| 제7화                                                          | 2007년 8월 22일 | 뱃살이 무섭다!! 건어물녀 숙박 데이트                          | 뱃살이 무섭다!! 건어물녀 숙박 데이트                          | 요시다 히로시     | 13.5%       |             |
| 제8화                                                          | 2007년 8월 29일 | 건어물녀 마침내 커밍 아웃...그 때 그는                        | 건어물녀 마침내 커밍 아웃...그 때 그는                        | 구보타 미쓰루     | 12.1%       |             |
| 제9화                                                          | 2007년 9월 5일  | 내일은 어느 쪽이야!? 건어물녀 믿기지 않는 삼각 관계           | 내일은 어느 쪽이야!? 건어물녀 믿기지 않는 삼각 관계           | 나구모 세이치     | 14.7%       |             |
| 최종화                                                         | 2007년 9월 12일 | 집에서 자도 연애할 수 있다!? 최강 건어물녀의 사랑의 결말...   | 집에서 자도 연애할 수 있다!? 최강 건어물녀의 사랑의 결말...   | 요시다 히로시     | 15.3%       |             |
| 평균 시청률 13.6% (시청률은 관동 지방 기준·비디오 리서치 조사) |                 |                                                               |                                                               |                   |             |             |
| 호타루의 빛2                                                   |                 |                                                               |                                                               |                   |             |             |
| 각 화                                                          | 방송일          | 부제 (방송시)                                                 | 부제 (편성표)                                                 | 연출              | 시청률      |             |
| 제1화                                                          | 2010년 7월 7일  | 돌아온 건어물녀                                               | 연애보다 맥주! 건어물녀의 결혼 대작전!?                       | 요시노 히로시     | 16.2%       |             |
| 제2화                                                          | 2010년 7월 14일 | 절약하고픈 건어물녀                                           | 절약은 사랑!? 47엔 건어물녀의 역습                            | 요시노 히로시     | 17.4%       |             |
| 제3화                                                          | 2010년 7월 21일 | 참고 노력하지 않으면 결혼할 수 없어!                          | 부장의 Chu는 건어물녀를 구한다                                | 나구모 세이치     | 15.1%       |             |
| 제4화                                                          | 2010년 7월 28일 | 건어물녀의 러브러브 메일                                      | 부장 조난!? 건어물녀의 러브 메일                              | 나구모 세이치     | 14.9%       |             |
| 제5화                                                          | 2010년 8월 4일  | 건어물녀의 주부력                                             | 일 그만두고 싶어? 건어물녀의 주부력                           | 요시노 히로시     | 15.3%       |             |
| 제6화                                                          | 2010년 8월 11일 | 결혼백지!? 내버려두기 대작전                                  | 결혼 해소? 건어물녀에게 새로운 남자가                         | 이시오 준         | 15.0%       |             |
| 제7화                                                          | 2010년 8월 18일 | 건어물녀 비밀의 가슴 떨림                                     | 결혼은 파워? 건어물녀의 소원 빌기                             | 나구모 세이치     | 15.3%       |             |
| 제8화                                                          | 2010년 8월 25일 | 건어물녀의 양가 상견례                                        | 결혼을 향한 마지막 계단! 눈물의 결혼 반지                     | 요시노 히로시     | 15.0%       |             |
| 제9화                                                          | 2010년 9월 1일  | 키스는 갑자기!                                                | 결혼 반지 분실! 干物どん底キス                                | 이시오 준         | 14.2%       |             |
| 제10화                                                         | 2010년 9월 8일  | 내가 모르는 부장                                              | 건어물신부 수행!? 부장의 아버지 돌아오다!                     | 나구모 세이치     | 14.0%       |             |
| 최종화                                                         | 2010년 9월 15일 | 결혼이란? 건어물녀의 결단                                     | 결혼이란? 건어물녀의 결단!                                    | 요시노 히로시     | 17.0%       |             |
| 평균 시청률 15.4% (시청률은 관동 지방 기준·비디오 리서치 조사) |                 |                                                               |                                                               |                   |             |             |

## 기타
공식 홈페이지에서는 "《아네고》, 《파견의 품격》의 NTV가 보내드리는 여자 리얼 스토리 제3탄!" 이라고 홍보 하였다. 또, 드라마 스태프의 일부는 이전 2 드라마를 맡은 프로듀서, 연출진이 있다. 그래서 야스다 켄이 《파견의 품격》에서는 역할 성이 히토츠기 (一ツ木)였는데, 이 드라마에서는 후타츠기(二ツ木)라는 점도 특이하다. 후타츠기의 이름인 쇼지도, 《파견의 품격》 등장 인물인 쇼지와 같아서 야스다 켄이 자신의 프로그램 광고를 하면서 설명하기도 했다.

## 영화
《영화 호타루의 빛》(映画 ホタルノヒカリ)은 2012년 6월 9일부터 도호 계열에서 배급, 개봉된 텔레비전 드라마 《호타루의 빛 2》의 후속을 그린 영화이다. 주연은 드라마에 이어 아야세 하루카. 감독의 요시노 히로시는 이번이 첫 영화 감독 작품이다. 드라마에서 영화화가 결정되고, 호타루와 타카노가 신혼 여행으로 방문한 로마에서 벌어지는 이야기이다. 일본내 흥행수입은 17.8억엔.
캐치 카피는 "건어물녀 신부 데굴 데굴 ~ 마."

### 등장 인물
- 타카노 호타루 - 아야세 하루카
- 타카노 세이치 - 후지키 나오히토
- 사에키 유우 - 테고시 유야
- 휴타츠기 사치코 - 이타야 유카
- 후다츠기 쇼지 - 야스다 켄
- 사에키 리오 - 마츠유키 야스코

### 제작진
- 감독 : 요시노 히로시
- 원작 : 히오루 사토루
- 각본 : 미즈하시 후미에
- 음악 : 칸노 유고
- 제작 : 스가누마 나오키, 호리 요시타카, 이치가와 미나미, 요시오카 도미오, 아사미 히로야스, 히라이 후미히로, 나가사카 노부토, 타카카네 켄
- 제작 총지휘 : 미야자키 히로시, 사쿠라다 카즈유키
- 조감독 : 시게야마 요시노리
- B 카메라 촬영 : 오하라 타카시
- 음악 프로듀서 :시다 히로히데
- 타이틀 백 작화 : junaida
- 촬영 : 나가사키 히데후미
- 조명 : 카쿠다 노부토시
- 미술 : 타카노 마사히로
- 녹음 : 유와키 후사오
- 편집 : 쇼치쿠 토시히로
- 비디오 엔지니어 : 칸베 노부유키
- 프로듀서 : 오쿠다 세이지 , 이마무라 마사시, 미카미 에리코, 우치야마 마사히로, 호시노 메구미
- 기획 프로듀서 : 하제야마 유코
- 타이틀 백 작화 : junaida
- 이탈리아 로컬 프로덕션 : Tea Time Film
- 제작 : "영화 호타루의 빛" 제작위원회 (NTV, 호리 프로, 도호, 코단샤, DN 드림 파트너즈, Bob, 사무실 크레센도, NTV 전국 28사)
- 프로덕션 : 사무실 크레센도
- 배급 : 도호
- 기획·제작 간사 : NTV

## 같이 보기
- 건어물녀
- 아네고
- 파견의 품격